# Tarcy Su
Tarcy Su (chino simplificado: 苏慧伦, chino tradicional: 苏慧伦, pinyin: SU Huìlún nacida el 27 de octubre de 1970 en Taipéi, Taiwán), es una cantante y actriz taiwanesa que fue famosa en la década de los años 1990.
Su primer álbum fue lanzado en 1990, cuando tenía 20 años y todavía la escolarización. Sus álbumes son principalmente cantados en mandarín, aunque ella tiene tres álbumes en solitario cantados también en lengua cantonesa.
Hasta la fecha ha actuado también en 5 películas y varias series de televisión.

## Discografía

### Álbumes en Mandarín
- 追得過一切、愛我好嗎？ (10th Mar 1990)
- Maybe Tomorrow、我在你心中有沒有重量？ (Nov 1990)
- My Dear My Friend、甜蜜心事 (July 1991)
- 給我愛、寂寞喧嘩 (Aug 1992)
- 六月的茉莉夢、我一個人住 (10th Jun 1993)
- 就要愛了嗎 (Oct 1994)
- 滿足 (5th Oct 1995)
- Lemon Tree (23 de mayo de 1996)
- 鴨子 (27th Dec 1996)
- 傻瓜 (8th Aug 1997)
- Happy Hours (15th Jan 1999)
- 懶人日記 (31st Dec 1999)
- 戀戀真言 (25th Dec 2001)
- 蘇慧倫 (25th Apr 2006)
- 左撇子、旋轉門 (19th Oct 2007)

### Álbumes en Cantonés
- 我有時會想
- 自然喜歡你
- 話說蘇慧倫Ｘ檔案

### EP
- Lemon Dance tracks
- Duck Dance tracks
- 圈圈

### Compilaciones
- 愛上飛鳥的女孩 （Apr 1994）
- 失戀萬歲 (selections + new songs)
- 倫選（Cantonese)
- 蘇情時間：1990～2002全經典 (Hong Kong limited release）
- 滾石香港黃金十年 (Hong Kong limited release)